# Maurice Binder
Pour les articles homonymes, voir Maurice Binder (homme politique) et Binder.
Maurice Binder, né le 25 août 1925 à New York et mort le 4 avril 1991 à Londres, est un créateur américain de génériques de films, notamment connu pour avoir créé quatorze génériques des films de James Bond entre 1962 et 1989.

## Biographie
Après avoir entrepris des études d'ingénieur, Maurice Binder rejoint l'école des beaux-arts Art Students League of New York.
Il commence sa carrière artistique en travaillant comme publicitaire pour la chaîne de magasins américains Macy's, en menant des campagnes publicitaires et en créant des catalogues de vente.
À l'issue de la Seconde Guerre mondiale, Maurice Binder travaille pour les studios Universal Pictures, et devient directeur artistique chez Columbia Pictures.
En 1958, il est engagé par le réalisateur américain Stanley Donen afin de créer le générique d'Indiscret (film sorti en 1958, avec Ingrid Bergman et Cary Grant). En 1960, il crée le générique du film britannique Ailleurs l'herbe est plus verte et s'installe à cette occasion à Londres en Angleterre.
En 1962, fort de son succès grandissant, il est engagé par les producteurs Albert R. Broccoli et Harry Saltzman, alors installés à Londres, afin de créer le générique de la première adaptation cinématographique du roman de Ian Fleming, James Bond 007 contre Dr No. C'est à cette occasion qu'il créa le désormais célèbre emblème générique : la vision du personnage de James Bond au travers d'un canon de pistolet (séquence d'ouverture des films de James Bond), ainsi que les génériques reprenant des silhouettes de femmes nues, dansant ou sautant dans des effets spéciaux de lumière ou de contrastes colorés.
De 1962 à 1989, Maurice Binder réalise quatorze génériques pour les films de James Bond ainsi que différents génériques pour d'autres productions.
Maurice Binder meurt le 4 avril 1991 à Londres en Angleterre d'un cancer du poumon.

## Filmographie

### James Bond
Maurice Binder a créé les génériques des films suivants de la série James Bond :
- James Bond 007 contre Dr No (1962)
- Opération Tonnerre (1965)
- On ne vit que deux fois (1967)
- Au service secret de Sa Majesté (1969)
- Les Diamants sont éternels (1971)
- Vivre et laisser mourir (1973)
- L'Homme au pistolet d'or (1974)
- L'espion qui m'aimait (1977)
- Moonraker (1979)
- Rien que pour vos yeux (1981)
- Octopussy (1983)
- Dangereusement vôtre (1985)
- Tuer n'est pas jouer (1987)
- Permis de tuer (1989)

### Autres films
- Indiscret (1958)
- Duché du Grand Fenwick (The Mouse That Roared) (1959)
- Ailleurs l'herbe est plus verte (1960)
- Plein Soleil (1960)
- Charade (1963)
- La Souris sur la Lune (The Mouse on the Moon) (1963)
- Les Drakkars (1964)
- La Poursuite impitoyable (The Chase) (1966)
- Arabesque (1966)
- Barbarella (1967)
- Fathom (1967)
- Un cerveau d'un milliard de dollars (1967)
- Voyage à deux (1967)
- La Bataille d'Angleterre (1969)
- La Vie privée de Sherlock Holmes (1970)
- Les Griffes du lion (1972)
- Gold (1974)
- Top Secret (The Tamarind Seed) de Blake Edwards (1974)
- Parole d'homme (1976)
- Les Oies sauvages (The Wild Geese) (1978)
- Dracula (1979)
- Le Commando de Sa Majesté (1980)
- Le Dernier Empereur (1987)
- Un thé au Sahara (1990)